# Les trois ninjas se déchaînent
Série Trois ninjas
Les trois ninjas se révoltent
(1995)
Pour plus de détails, voir Fiche technique et Distribution.
Les 3 ninjas se déchaînent ou 3 ninjas à la foire au Québec (3 Ninjas: High Noon at Mega Mountain) est un film américain américain réalisé par Sean McNamara, sorti en 1998. C'est le quatrième et dernier film de la franchise des Trois Ninjas.

## Synopsis
Rocky, Colt et Tom Tom, les trois frères pratiquant de ninjutsu, se rendent au parc d'attraction Mega Moutain. Ils espèrent y rencontrer leur idole : la superstar de la télévision Dave Dragon. Mais pendant que les trois garçons s'amusent, Lotahr Zong et ses hommes prennent tout le parc en otage. Ils demandent une rançon de 10 millions de dollars. En voyant leur star favorite capturée par des bandits, les 3 ninjas passent à l'attaque en unissant leurs formidables pouvoirs pour sauver leur héros et les autres otages.

## Fiche technique
Sauf indication contraire, les informations mentionnées dans cette section peuvent être confirmées par les bases de données cinématographiques IMDb et Allociné,  présentes dans la section « Liens externes ».
- Titre original : 3 Ninjas: High Noon at Mega Mountain
- Titre français : Les 3 ninjas se déchaînent
- Titre québécois : 3 ninjas à la foire (puis 3 ninjas: Plein midi à la foire pour sa diffusion TV)
- Réalisation : Sean McNamara
- Scénario : Sean McNamara et Jeff Phillips
- Musique : John Coda
- Directeur artistique : Chase Harlan
- Décors : Chuck Conner
- Costumes : Miye 'Mimi' Matsumoto
- Photographie : Blake T. Evans
- Son : Terrance Dwyer, Rennie Johnson, Samuel Libraty
- Montage : Annamaria Szanto
- Production : Yoram Ben-Ami et James Kang
  - Production exécutive : Nancy Paloian
  - Production déléguée : Arthur Leeds et Shin Sang-ok
  - Coordonnatrice de la production : Danielle Na
- Sociétés de production : Sheen Productions, en association avec Leeds/Ben-Ami Productions, présenté par TriStar Pictures
- Sociétés de production : TriStar Pictures (États-Unis) ; Columbia TriStar Films (France)
- Budget : n/a
- Pays de production :  États-Unis
- Langue originale : anglais
- Format : couleur (Technicolor) — 35 mm — 1,85:1 — son Dolby SR
- Genre : action, aventure, comédie d'arts martiaux
- Durée : 93 minutes
- Dates de sortie[1] :
  - États-Unis : 10 avril 1998 (sortie limitée)
  - France : 7 octobre 1998
- Classification :
  - États-Unis : certaines scènes ou propos sont susceptibles de heurter la sensibilité des plus jeunes - accord parental souhaitable (PG - Parental Guidance Suggested)[N 1]
  - France : tous publics[2]

## Distribution
- Mathew Botuchis : Samuel « Rocky » Douglas Jr.
- Michael J. O'Laskey II : Jeffrey « Mustang » Douglas (Colt en VO)
- James Paul Roeske II : Michael « Ram Dam » Douglas (Tum Tum en VO)
- Hulk Hogan (VF : Luc Bernard) : Dave Dragon
- Loni Anderson : Mary Ann « Medusa » Rogers
- Jim Varney : Lothar Zogg
- Victor Wong : Mori Tanaka
- Alan McRae : Sam Douglas Sr.
- Brendan O'Brien : Zed

## Production

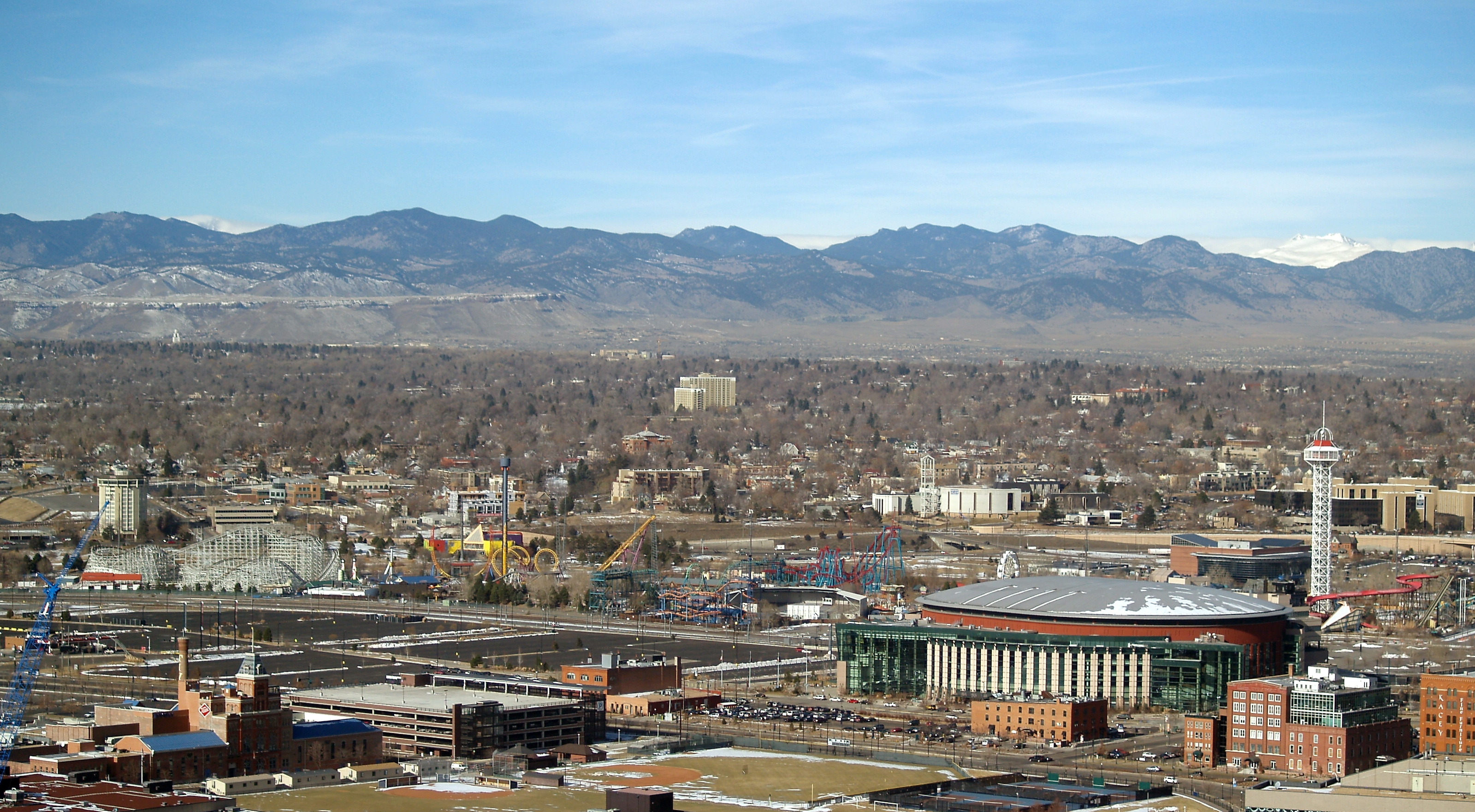
Le parc Elitch Gardens sert de décors au film

Le film a été tourné dans le Colorado, à Denver et notamment au parc d'attractions Elitch Gardens. Il a également lieu en Californie, à Santa Cruz.

## Nominations
- The Stinkers Bad Movie Awards 1998 : la suite que personne ne réclamait
- Young Artist Awards 1999 : meilleur jeune casting dans un long métrage pour Mathew Botuchis, Michael O'Laskey II et James Paul Roeske II

## Éditions en vidéo
En France, le film Les 3 ninjas se déchaînent est sorti en DVD le 7 août 2001.

## Autour du film
- Le nom du personnage du méchant, Lothar Zogg, est une référence au personnage du même nom interprété par James Earl Jones dans Docteur Folamour de Stanley Kubrick (1964).
- Alan McRae, qui joue le père des garçons, apparaît dans tous les films de la saga, excepté Les 3 ninjas se révoltent.
- Le spectacle Dave Dragon and the Star Force 5 que vont voir les trois frères est inspiré des Super sentais tels que les Power Rangers.

## SagaTrois ninjas
Victor Wong est le seul acteur à apparaître dans les 4 films de la saga. Ce 4e film sera d'ailleurs son tout dernier film puisqu'il décédera en 2001. Alan McRae, qui joue le père des trois garçons, apparaîtra dans tous les autres films, excepté Les 3 ninjas se révoltent.